# Ed euromaus
1. WEITERLEITUNG Europa-Park#Euromaus